# اچ‌ام‌سی‌اس بتلفورد (کی۱۶۵)
اچ‌ام‌سی‌اس بتلفورد (کی۱۶۵) (به انگلیسی: HMCS Battleford (K165)) یک کشتی بود که طول آن ۲۰۵ فوت (۶۲٫۴۸ متر) بود. این کشتی در سال ۱۹۴۰ ساخته شد.